# Orde van Verdienste (Roemenië)

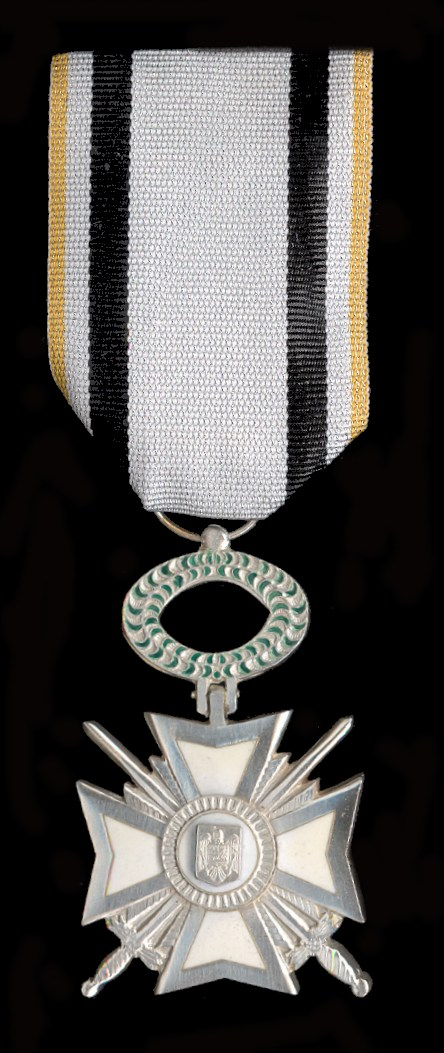

De Nationale Orde van Verdienste (Roemeens: Ordinul national "Pentru Merit") werd op 31 maart 2000 hersteld na op 30 december 1947 door de Communisten afgeschaft te zijn. De orde was oorspronkelijk een "ereteken" met vijf graden dat in 1931 door Carol II was gesticht.

## De orde voor de Communistische machtsgreep
De Orde van Verdienste werd op 5 juni 1931 door koning Carol II van Roemenië ingesteld op de jaarlijkse viering van zijn troonsbestijging, eerst als een medaille "Voor verdienste" en zeer trouwe dienst aan de koninklijke familie, voor belangrijke prestaties op cultureel gebied, of voor bijzonder staatsburgerschap.
Op 26 november 1937 kreeg de Orde voor verdienste de bij klassieke orden van verdienste gebruikelijke vijf klassen en het aantal dragers van elke klasse werd beperkt:
- Grootkruis - 12 Roemenen en 6 buitenlanders
- Commandeur - 24 Roemenen en 12 buitenlanders
- Officier - 48 Roemenen en 24 buitenlanders
- Ridder - 96 Roemenen en 48 buitenlanders
- Kruis - 100 Roemenen en 50 buitenlanders

De orde had tot 1947 een ingewikkelde structuur. In vredestijd en voor burgerlijke verdiensten waren vijf graden voorzien:
- Grootkruis
- Grootofficier
- Commandeur
- Officier
- Ridder

In oorlogstijd werd de orde in twee graden toegekend:
- Grootkruis
- Commandeur

Voor bijzondere diensten aan de Roemeense koning waren twee graden beschikbaar
- Grootofficier
- Officier

## Het vooroorlogse versiersel
Het kleinood is een wit geëmailleerd Maria Theresia Kruis met het monogram van Carol II. De achterkant van het kruis is zonder glazuur en glad.
Voor Militaire Verdienste werd tot 30 juni 1941 een kruis met zwaarden toegekend.
De ster van het Grootkruis werd de linkerborst gedragen. Officieren droegen een steckkreuz naar Duits model.
Het lint was groen met een donkerblauwe centrale streep. In oorlogstijd kreeg het lint een smalle gele bies. Voor verdienste in dienst van de koning was er een groen lint met een smalle blauwe bies.

## De orde na de val van het communisme
In 2000 kreeg de ridderorde de in het international protocol gebruikelijke vijf graden. Daarnaast zijn er gouden, zilver en bronzen medailles "voor personen zonder hogere opleiding". De orde mag 7500 Roemeense leden tellen. Benoemingen in oorlogstijd zijn "surnumerair".
Alle leden, welke graad zij ook bezitten, noemen zich "Ridder in de Nationale Orde van Verdienste", en niet Grootkruis of Officier. De Roemeense presidenten dragen ster en grootkruis maar zij mogen deze versierselen na hun aftreden niet houden. De Roemeense president mag zelf benoemingen doen maar hij is daarbij aan een quotum van 10 procent gebonden.
Wanneer men bevorderd wordt mag men de insignes van de lagere graad houden maar niet dragen. De orde wordt bestuurd door de president die ambtshalve Grootmeester is. Hij wordt bijgestaan door een ereraad bestaande uit vijf ridders; één uit iedere graad. Deze ereraad moet beoordelen of een in opspraak geraakte ridder nog waardig is zich Ridder in de Nationale Orde van Verdienste van Roemenië te noemen. Wanneer het oordeel van de ereraad negatief uitvalt wordt men in de registers geschrapt.
Deze orde is in vredestijd de derde en in oorlogstijd de vierde Roemeense orde. De orde kan met de zwaarden worden verleend.
Het kleinood is een wit geëmailleerd kruis van Malta met een brede gouden rand. In het midden is een medaillon met gouden rand gelegd. Daarop is een klein gouden Roemeens wapenschild bevestigd. Het kruis is op een iets breder en korter kruis gelegd; de ruimte tussen de armen is verder leeg. Als verhoging en verbinding met hel lint is een gouden lauwerkrans met groene bladeren bevestigd.
De ster is van zilver maar de verticale en horizontale stralen van de ster zijn verguld. De ster van de Grootkruisen is 100 millimeter in doorsnede terwijl de ster van een Grootofficier met 80 millimeter iets kleiner is.
De militaire divisie draagt gekruiste ontblote zwaarden tussen kleinood en krans.
Het lint is van zilverkleurige zijde met twee zwarte strepen langs de kant. In oorlogstijd krijgt het lint een gouden bies.

## Voetnoten
1. ↑  Statuten geciteerd door Guy Stair Sainty

Orde van Michaël de Dappere ·
Orde van Carol I ·
Koninklijke Bene Merenti Orde ·
Orde van de Ster van Roemenië ·
Herinneringskruis voor Dames ·
Orde van het Kruis van Koningin Maria ·
Orde van Verdienste ·
Orde voor Trouwe Dienst ·
Orde van Verdienste voor de Landbouw ·
Orde van de Kroon van Roemenië ·
Orde van Ferdinand I ·
Orde voor Culturele Verdienste ·
Ereteken van de Roemeense Adelaar ·
Orde voor Dappere Vliegeniers ·
Orde van de Ster van de Volksrepubliek Roemenië ·
Held van de Socialistische Republiek Roemenië ·
Heldenmoeder van de Socialistische Republiek Roemenië ·
Held van de Socialistische Arbeid ·
Orde van de Overwinning van het Socialisme ·
Orde van Wetenschappelijke Verdienste ·
Orde van Medische Verdienste ·
Orde van Tudor Vladimirescu ·
Orde van de Ster van de Socialistische Republiek Roemenië ·
Orde van de Arbeid ·
Held van de Nieuwe Agrarische Revolutie

Zie ook: Ridderorden in Roemenië